# Gorić
Gorić (em cirílico: Горић) é uma vila da Sérvia localizada no município de Valjevo, pertencente ao distrito de Kolubara. A sua população era de 583 habitantes segundo o censo de 2011.

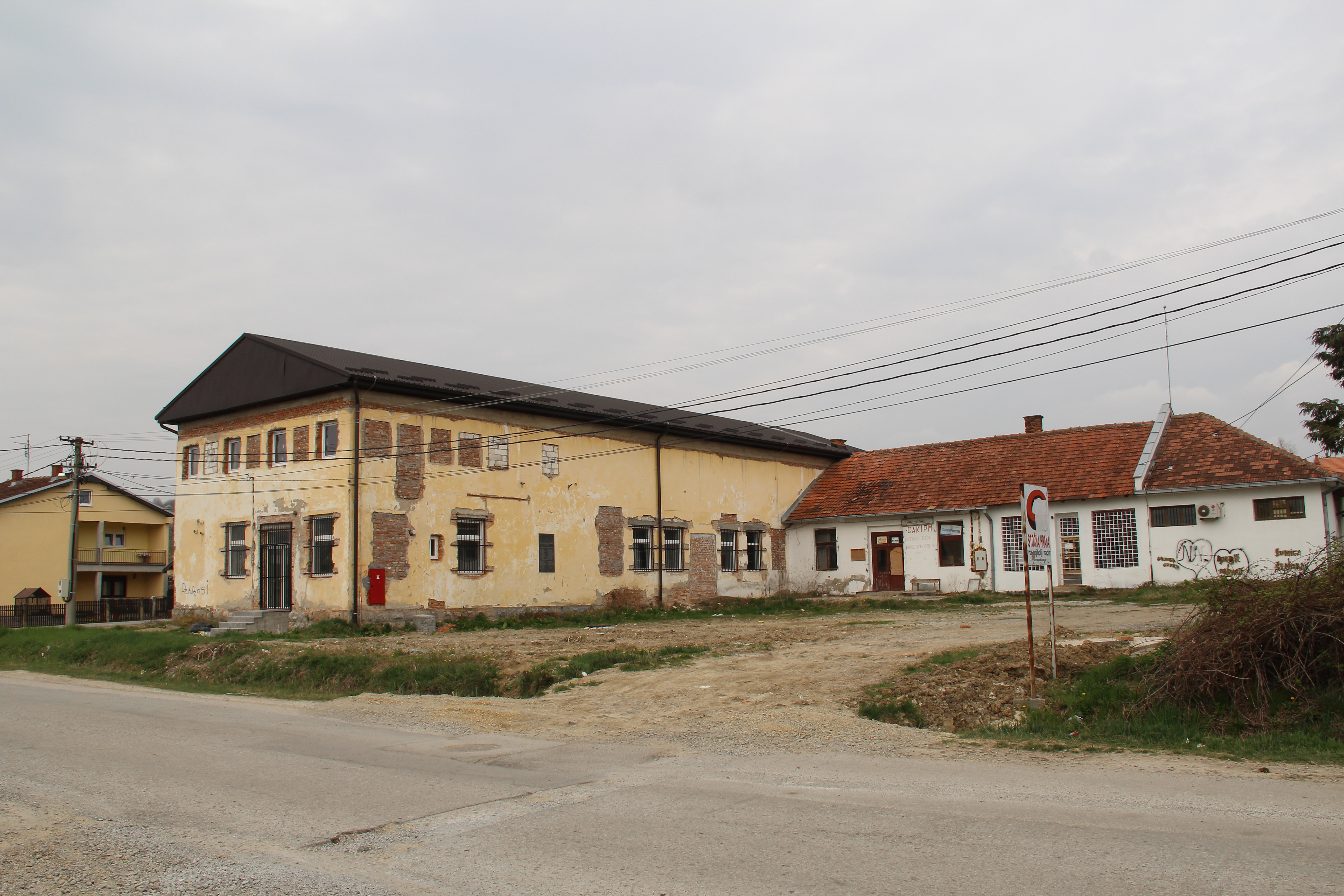
Goric - panorama
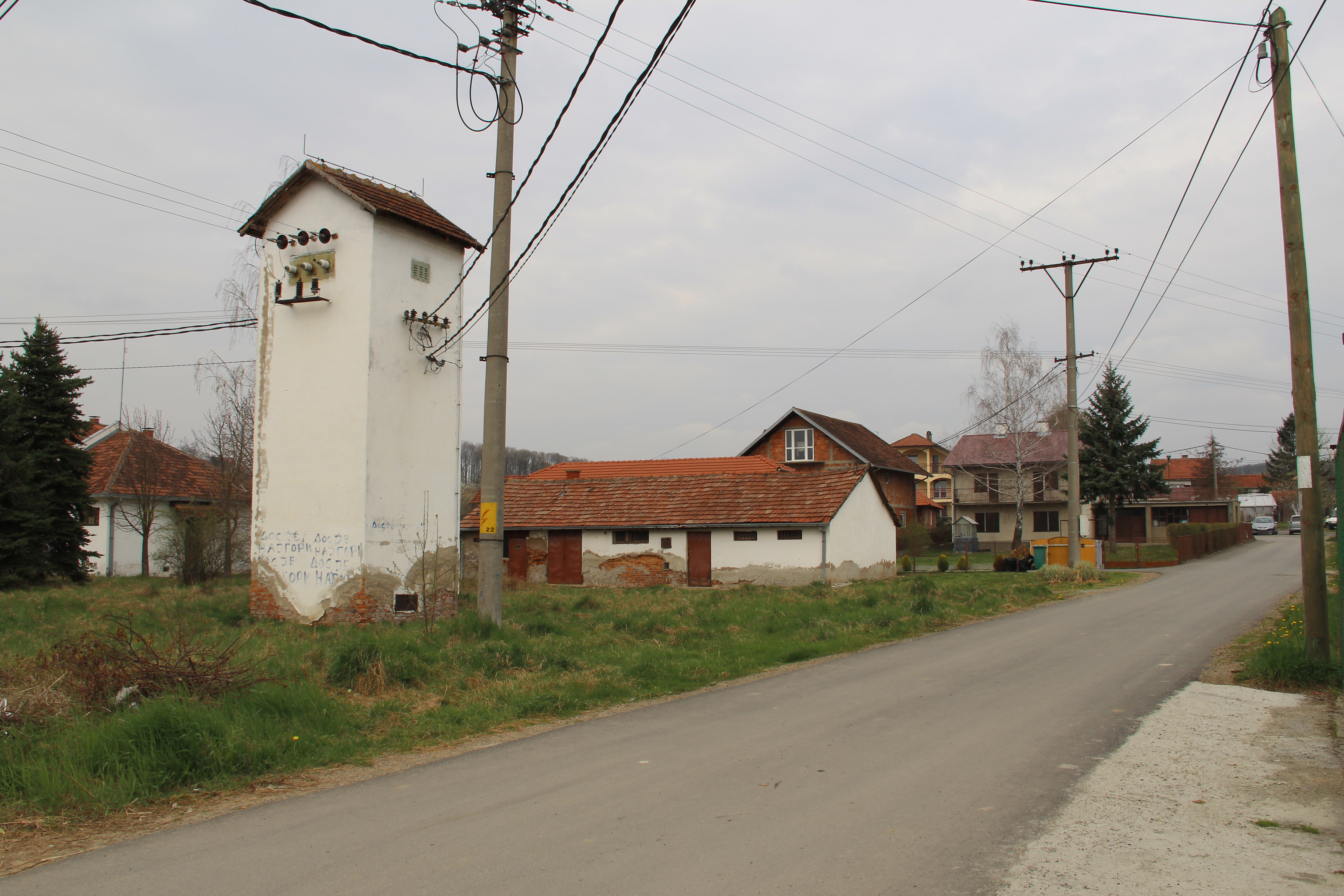
Goric - panorama
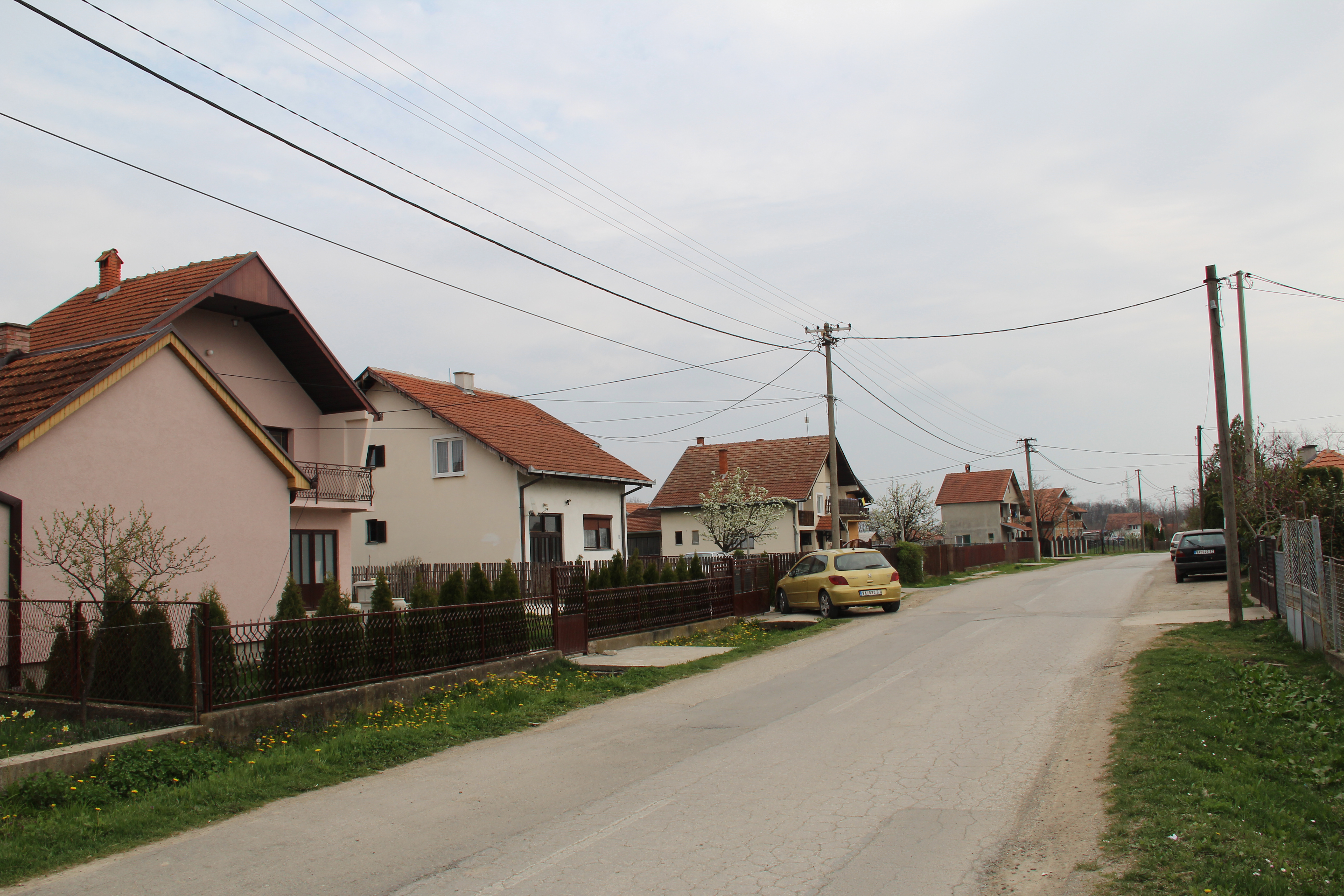
Goric - panorama
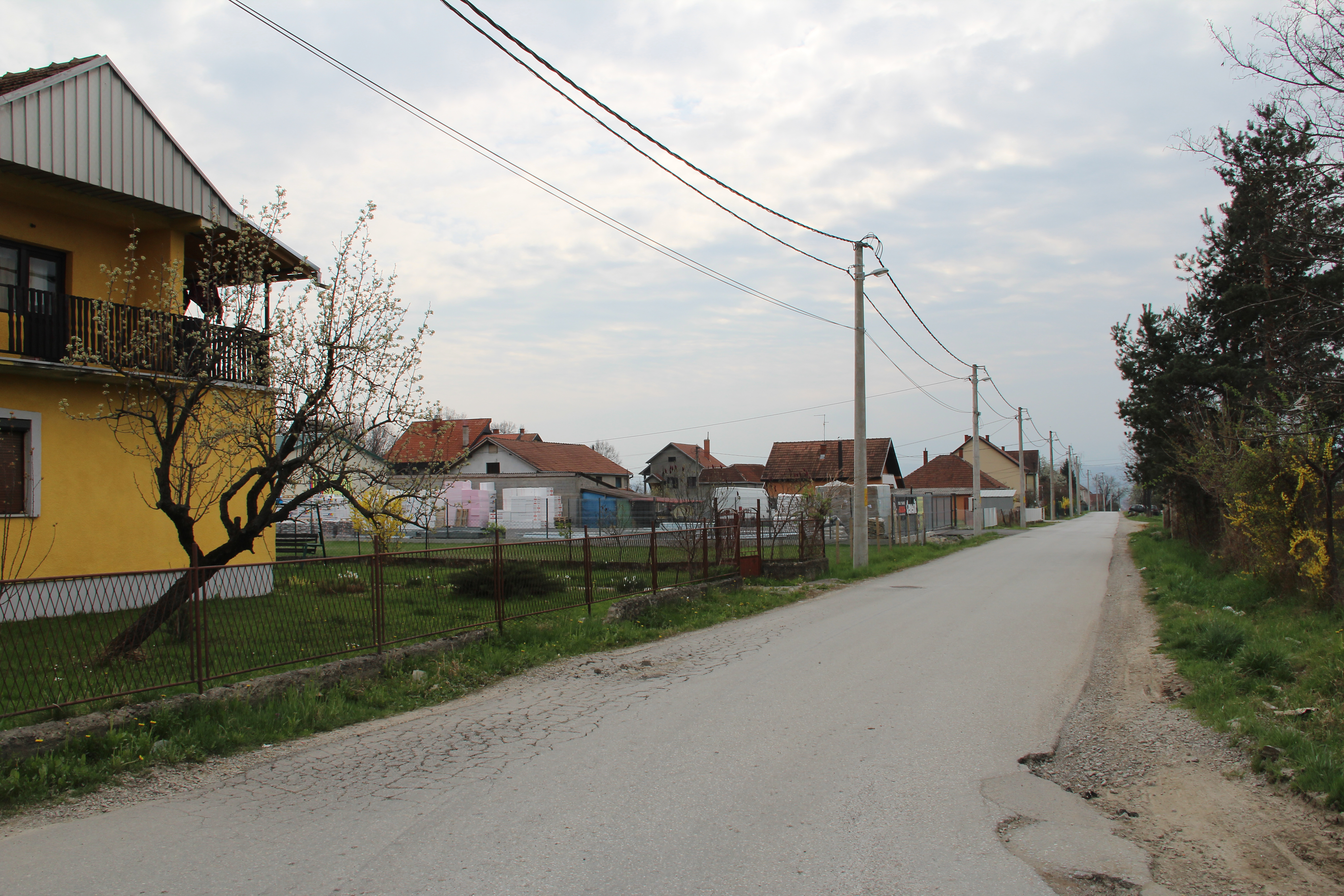
Goric - panorama

## Demografia
| 1948 | 1953 | 1961 | 1971 | 1981  | 1991 | 2002 | 2011 |
| ---- | ---- | ---- | ---- | ----- | ---- | ---- | ---- |
| 248  | 220  | 475  | 892  | 1 752 | 378  | 491  | 583  |